# Nuevo Potrero
Nuevo Potrero är en ort i Mexiko.   Den ligger i kommunen Isla och delstaten Veracruz, i den sydöstra delen av landet, 400 km öster om huvudstaden Mexico City. Nuevo Potrero ligger 19 meter över havet och antalet invånare är 553.
Terrängen runt Nuevo Potrero är platt. Runt Nuevo Potrero är det ganska tätbefolkat, med 52 invånare per kvadratkilometer. Närmaste större samhälle är Tesechoacan, 6,4 km nordväst om Nuevo Potrero. Trakten runt Nuevo Potrero består till största delen av jordbruksmark.